# Тартак (Гродненский район)
Тартак (бел. Тарта́к) — деревня в Гродненском районе Гродненской области Беларуси. В составе Сопоцкинского сельсовета.

## География
Ближайшие населённые пункты Новики, Новосёлки и др.

### Гидрография
Августовский канал.

## Население

### Численность
- 2019 год — 5 жителей

### Динамика
- 1999 год — 4 жителя (перепись населения)
- 2009 год — 4 жителя (перепись населения)[2]
- 2019 год — 5 жителей (перепись населения)

## Культура
- Музей истории Августовского канала. Открыт в 2011 году. Занимает часть дома, построенного в начале XX века специально для шлюзового мастера.

## Достопримечательность
- Недалеко расположен шлюз "Домбровка" на Августовском канале[3]. Здесь можно прокатиться на теплоходе и даже пройти шлюзование.
- Дом смотрителя

## Галерея

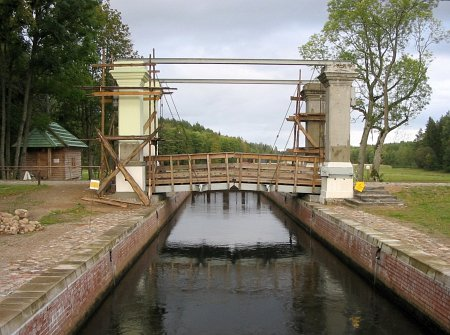
Главный пролёт шлюза
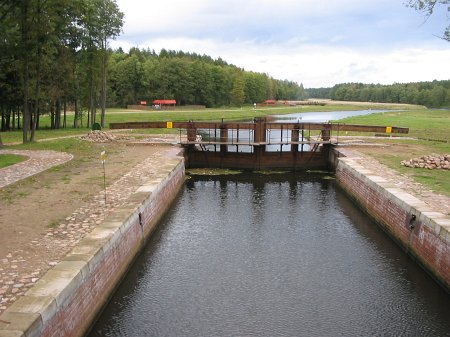
Вид на запирающие ворота
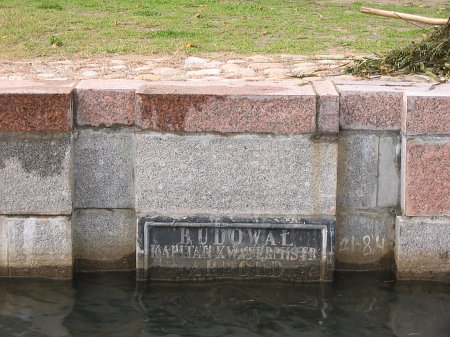
Памятная табличка на польском на уровне воды